# Takashi Tezuka
Takashi Tezuka (手塚 卓志; Osaka, 17 novembre 1960) è un programmatore e autore di videogiochi giapponese della Nintendo.
General manager di Nintendo, è stato assunto da Nintendo nell'aprile del 1984, dopo essersi laureato presso l'Università delle Arti di Osaka.

## Ludografia parziale
- Devil World, designer
- Super Mario Bros., designer
- Super Mario Bros. 2, designer
- The Legend of Zelda, direttore, designer e scrittore
- Super Mario Bros. 3, designer
- Super Mario World, direttore principale
- The Legend of Zelda: A Link to the Past, direttore
- The Legend of Zelda: Link's Awakening, direttore
- Super Mario World 2: Yoshi's Island, direttore
- Yoshi's Story, produttore
- The Legend of Zelda: Ocarina of Time, supervisore
- The Legend of Zelda: Majora's Mask, supervisore
- The Legend of Zelda: Oracle of Ages, supervisore
- The Legend of Zelda: Oracle of Seasons, supervisore
- Luigi's Mansion, produttore
- Pikmin, gestore dei progressi
- Animal Crossing, produttore
- The Legend of Zelda: The Wind Waker, produttore
- The Legend of Zelda: The Minish Cap, supervisore
- The Legend of Zelda: Four Swords Adventures, supervisore
- Pikmin 2, produttore
- Paper Mario: Il portale millenario, supervisore dei personaggi
- Yoshi Touch & Go, produttore
- Animal Crossing: Wild World, produttore
- New Super Mario Bros., produttore generale
- Wii Music, produttore
- New Super Mario Bros. Wii, produttore
- Super Mario Galaxy 2, produttore
- Super Mario 3D Land (2011) — produttore generale
- New Super Mario Bros. 2 (2012) — produttore
- New Super Mario Bros. U (2012) — produttore
- Animal Crossing: New Leaf (2012) — produttore generale
- Yoshi's New Island (2014) — produttore
- Super Mario Maker (2015) — produttore
- Super Mario Bros. Wonder (2023) - produttore